# Big Rube
Ruben Bailey (Atlanta, Georgia, SAD), bolje poznat po svom umjetničkom imenu Big Rube je američki reper i tekstopisac. On je član prve generacije kolektiva Dungeon Family i Society of Soul. On je poznat po uvodima na pjesmama koje radi za mnoge izvođače i grupe kao što su Bubba Sparxxx, Goodie Mob, Killer Mike, Future, Outkast, te Witchdoctor. Sudjelovao je i na emisiji Russell Simmons' Def Poetry Jam, te na filmu ATL. Gostovao je i na albumima Truth Hurtsa, 8Ball & MJG-a, CunninLynguistsa i Cee Lo Greena. Godine 1996., Big Rube je gostovao na kompilacijskom albumu America Is Dying Slowly, organizacije Red Hot. Album je namijenjen za podizanje svijesti o AIDS-u kod muškaraca. Časopis The Source je album proglasio remekdjelom.

## Vanjske poveznice
- Big Rube na Allmusicu
- Big Rube na Discogsu
- Big Rube na Billboardu
- Big Rube  Arhivirana inačica izvorne stranice od 29. lipnja 2013. (Wayback Machine) na MTV
- Big Rube[neaktivna poveznica] na Yahoo! Musicu
- Big Rube na Internet Movie Databaseu